# Næstvedmotorvejen
Næstvedmotorvejen är en dansk motorväg som skall anläggas mellan Næstved och Rønnede.
Huvudvägen primærrute 54 mellan dessa två städer är starkt trafikerad eftersom det är livsnerv för pendlare som behöver nå Sydmotorvejen E47/E55 och Köpenhamn. Det är Danmarks mest trafikerade huvudväg med cirka 13 000–14 000 fordon per dag. Den mest trafikerade platsen är i Holme Olstrup.

## Trafikplatser
|  | Nr | Namn    | Skyltning                  |
|  | -- | ------- | -------------------------- |
|  |    | Næstved | E 47 E 55 Köpenhamn (2031) |
|  | 1  |         | Vester Egde 154 (2031)     |
|  | 2  |         | Toksværd (2031)            |
|  | 3  |         | Holme Olstrup (2031)       |
|  | 4  |         | Næstved O2 (2031)          |